# 安德魯斯峰 (瑪麗伯德地)
安德魯斯峰（英語：Andrews Peaks）是南極洲的山峰，位於瑪麗伯德地，處於亞瑟冰川源頭附近，屬於福特山脈的一部分，長6公里，美國地質調查局根據測量和美國海軍拍攝的空中照片繪入地圖，現時由南極條約體系管理。